# Supercoppa dei Paesi Bassi 1991
La Supercoppa dei Paesi Bassi 1991 (ufficialmente per ragioni di sponsorizzazione PTT Telecom Cup 1991) è stata la seconda edizione della Johan Cruijff Schaal.
Si è svolta il 14 agosto 1991 al Feijenoord Stadion di Rotterdam tra il PSV Eindhoven, vincitore della Eredivisie 1990-1991, e il Feyenoord, vincitore della KNVB beker 1990-1991.
A conquistare il titolo è stato il Feyenoord che ha vinto per 1-0 con rete di Marian Damaschin.

## Partecipanti
| Squadre   | Qualificazione                       | Partecipazioni precedenti (il grassetto indica la vittoria) |
| --------- | ------------------------------------ | ----------------------------------------------------------- |
| PSV       | Vincitore della Eredivisie 1990-1991 | Nessuna                                                     |
| Feyenoord | Vincitore della KNVB beker 1990-1991 | Nessuna                                                     |

## Tabellino
| Arbitro: | Uilenberg |

|  |           |               |
|  | Marcatori | 10’ Damaschin |

### Formazioni
| PSV:          |  |                    |             |     |
|               |  |                    |             |     |
| P             |  | Hans van Breukelen |             |     |
| D             |  | Berry van Aerle    |             |     |
| D             |  | Stan Valckx        |             |     |
| D             |  | Jerry de Jong      |             |     |
| D             |  | Jozef Chovanec     |             |     |
| C             |  | Edward Linskens    |             |     |
| C             |  | Erwin Koeman       |             |     |
| C             |  | Juul Ellerman      |             |     |
| A             |  | Wim Kieft          |             | 71’ |
| A             |  | Romário            |             | 18’ |
| A             |  | Peter Hoekstra     |             |     |
| Sostituzioni: |  |                    |             |     |
| A             |  | Kalusha Bwalya     | Ammonizione | 18’ |
| C             |  | Dick Schreuder     |             | 71’ |
| Allenatore:   |  |                    |             |     |
| Bobby Robson  |  |                    |             |     |

| Feyenoord:    |  |                   |             |     |
|               |  |                   |             |     |
| P             |  | Ed de Goeij       |             |     |
| D             |  | Ulrich van Gobbel |             |     |
| D             |  | John Metgod       |             |     |
| D             |  | John de Wolf      |             |     |
| D             |  | Ruud Heus         |             |     |
| C             |  | Arnold Scholten   |             |     |
| C             |  | Henk Fräser       | Ammonizione |     |
| C             |  | Rob Witschge      |             |     |
| A             |  | József Kiprich    |             | 79’ |
| A             |  | Marian Damaschin  |             |     |
| A             |  | Regi Blinker      |             | 61’ |
| Sostituzioni: |  |                   |             |     |
| D             |  | Sjaak Troost      |             | 61’ |
| A             |  | Gaston Taument    |             | 79’ |
| Allenatore:   |  |                   |             |     |
| Hans Dorjee   |  |                   |             |     |